# بیوتس (روستا)
بیوتس (به صربی: Bioc) یک منطقهٔ مسکونی در صربستان است که در سینیتسا واقع شده‌است. بیوتس ۱۲٫۴۰ کیلومتر مربع مساحت و ۷۴ نفر جمعیت دارد.